# Мочукови камъни (Мелница)
Археологическият обект Мочукови камъни се намира край село Мелница (Община Елхово) е сред редките примери за древно култово място на територията на България, където се наблюдават изсечени скални дискове с различен диаметър и дебелина.

## Местоположение
Светилището се намират на около 3,5 km на юг от село Мелница по асфалтовия път към Лесово. Светилището се намира на пресечен хълмист терен на Дервентските възвишения на височина около 245 m в местностите „Мочукови камъни“ и „Дрънчи Дупка“, край село Мелница.

## Откритие
Обектът влиза в научно обръщение през 1990 г., но за пръв път е публикуван от професор Валерия Фол и българските археолози Стефан Бакърджиев (РИМ Ямбол) и Иван Илиев през 2007 г.

## Описание и особености
Местността в която е разположено светилището е обрасла с треви, храсти и широколистни дървета. Хълмистото възвишение край село Мелница е с ориентация северозапад – югоизток, а върхът му е увенчан с гребен от невисоки скали. Скалистият хребет се издига между две дерета, които се вливат едно в друго в северозападния край на скалния венец, което отвежда в посока към р.Тунджа. В скалите на най-високата част на възвишението, в четири групи скали на разстояние от 150 – 200 m една от друга, са оформени чрез изсичане скални дискове с различен диаметър и дебелина. Скалите са с различна конфигурация и височина – от югозападната страна на възвишението скалите са почти отвесни, а от североизточната склонът е полегат и достъпен.
Изсечените дискове са разположени на североизточната страна на скалите, която се огрява от първите лъчи на слънцето рано сутрин. Част от слънчевите кръгове са само очертани с врязана линия върху скалите, но по-голямата част от тях са релефно изработени, с диаметри от 0,4 до 0,8 m и дълбочина на релефа от 10 до 15 cm. Част слънчевите дискове са напълно запазени, а други – частично, тъй като климатичните процеси през вековете скалата се е напукала, при което са се отчупвали и части от тях.
Слънчевите дискове са изсечени на различна височина по скалите. Откъм югозападната страна на склона, недалеч от основните групи скали, малко по-ниско под тях са разположени други малки групи скали, върху които също са оформени слънчеви дискове, но за да се видят трябва да се наблюдават от най-високата точка на съответния скален масив. Освен скалните дискове на някои места в скалите личат преднамерено изрязвани скални площадки пред тях, както и правилно оформени в скалите ями, като дълбочината им е неуточнена, поради липсата на археологически проучвания на обекта, тъй като ямите са запълнени с наносна почва, като на места се наблюдават прорасли храсти.
Два от издълбаните кръговете правят изключение от общото правило – те не се огряват от лъчите на утринното слънце, а от тези на залязващото слънце. Едва тогава лъчите могат да докоснат тяхната повърхност. Много е вероятно тези дискове да маркират залязването на слънцето, но това може да се потвърди след астрономически наблюдения. Проф. В. Фол отбелязва, че от начина на изсичане и групиране на скалните дискове, както и с наличието на скални площадки и ями пред или в непосредствена до тях близост, слънчевото светилище край с. Мелница има близки паралели с подобни на него слънчеви светилища във Фригия.

### Археологическо проучване
Обектът е проучен за пръв път през 2010 г. от българските археолози Илия Илиев и Емил Бузов. Целта на проучванието е посредством сондажи да се уточни при възможност посредством археологически материал хронологическия диапазон на изграждането и използването на светилището. За целта учените залагат четири сондажа – три от тях при при скалната група в най-източната част на рида и един при по-нискостоящите скали. Всички сондажи са с размери 5 Х 1,5 m, ориентирани север – юг по дългата си ос.
Във всички сондажи е достигната в дълбочина стерилната почва. В нито един от сондажите обаче не е открит археологически материал, който да позволи датирането на обекта. При три от сондажите (1, 2 и 4) са регистрирани в дълбочина късчета камъни, за които се предполага, че могат да са отпадъчен материал от изсичането на скалните кръгове.

## Предназначение и приложение
Изсечените каменни кръгове и дискове са едни от недостатъчно проучените елементи от скални светилища на територията на България. Концентрацията им е най-голяма на територията на Община Елхово – „Слънчевото светилище Палеокастро“, в местността „Арнаутската чешма“ при с.Срем и в местността „Мочулови камъни“, при село Мелница, но не липсват подобни самотни аналози и в други части на страната – край град Трън – в скалния параклис „Света Петка“ (т.нар. „каменна питка“), в землището на село Берайнци – в местността „Мала Гарваница“ (каменният диск е издълбан в подножието на скалния масив); в местността Чуряк на Брезнишко бърдо, на територията на Източните Родопи, изсечени скални дискове се наблюдават в землищата на село Татул и село Равен; каменни кръгове са открити и край скалните манастири при с. Тюленово; Светилище „Сечен камък“ (край село Плачковци, Община Габрово); край град Разлог и в северните части на Средна гора на връх Елдермен (в района на село Старосел), край село Бузовград и на „Светилище Камъка“ край градМалко Търново.
Научните хипотези относно предназначението на каменните дискове и кръгове са разнопосочни, единственият неоспорим факт на този етап от археологическите проучвания, че има конкретни доказателства за култова дейност извършвана край тези каменни съоръжения.
Слънчевото светилище при с. Мелница е едно от светилищата на територията на България, където се наблюдават издълбани соларни кръгове на върха на една от скалите – някои траколози и археоастрономи изказват предположението, че съществува възможността на всички светилища използвани от древните траки, където се наблюдават изсечени в скалите дискове и кръгове, да е жертвопринасяне на „звездата куче“ – Сириус.